# Monika Marose
Monika Marose (* 1962 in München) ist eine deutsche Sachbuchautorin.

## Leben und Wirken
Monika Marose durchlief von 1981 bis 1989 das Lehramtsstudium in den Fächern Religion und Deutsch an der Ruhr-Universität-Bochum. Danach absolvierte sie als Aufbaustudium den Studiengang Literaturvermittlung und Medienpraxis. Seit 1999 ist Marose Studienrätin am Berufskolleg Holsterhausen; 2003 wurde sie zur Oberstudienrätin befördert. 
2000 promovierte Monika Marose zum Doktor der Philosophie (Dr. phil.) an der Universität GH Essen. In ihrer Dissertationsschrift untersuchte sie Werk und Leben Felix Hartlaubs. Von 2011 bis 2013 war sie Vorsitzende der Berliner Felix-Hartlaub-Gesellschaft.

## Schriften (Auswahl)
- gemeinsam mit Ekram El Baghdadi, Natalia Verzhbovska und Nicole Nolden: Jenseitsvorstellungen in Judentum, Christentum und Islam: Unterrichtsbausteine für berufsbildende Schulen. Vandenhoeck & Ruprecht, Göttingen und Bristol (Connecticut) 2017, ISBN 9783525776940.
- Unter der Tarnkappe. Felix Hartlaub. Eine Biographie. Transit Verlag, Berlin 2005, ISBN 9783887472054.
- Das Eigentliche ist unsichtbar: Eine biographische Annäherung an den Schriftsteller Felix Hartlaub. Frankfurter Verlagsgruppe, Egelsbach 2001, ISBN 9783826727504 (zugleich Dissertation, Universität GH Essen, 2000).
- als Hrsg.: „Sterben, Tod und Trauer“ im Religionsunterricht an berufsbildenden Schulen (BRU): Kompetenzen für Beruf und Leben. Waxmann Verlag, Münster und New York City 2018, ISBN 9783830938804.